# 蘇洛尼齊亞 (科澤利希納區)
49°9′9″N 33°44′30″E / 49.15250°N 33.74167°E
蘇洛尼齊亞（烏克蘭語：Солониця），是烏克蘭中部的村莊，隸屬波爾塔瓦州的克雷門丘克區。該村距離下茹日馬尼夫卡0.5公里，海拔高度71米，2001年人口801。